# Cau diệp lông
Cau diệp lông hay bao thiệt lan, thổ bạch cập (Spathoglottis pubescens) là một loài phong lan phân bố từ Arunachal Pradesh thuộc Ấn Độ đến Hoa Nam và Đông Dương.
Hoa màu vàng kim sáng, đường kính 1,5 cm.

## Chú thích

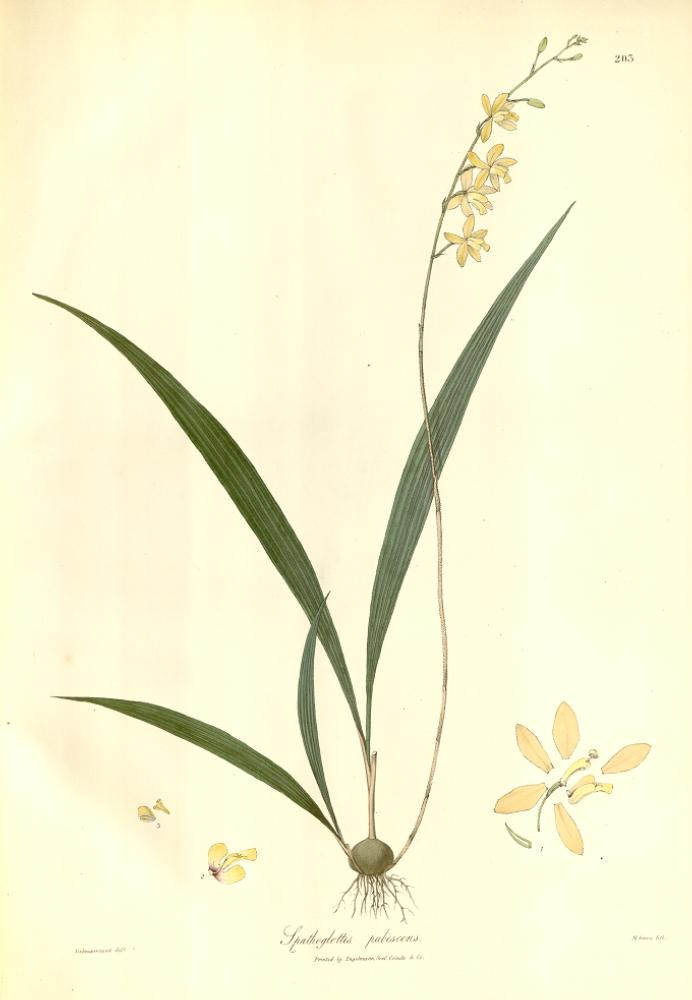
Spathoglottis pubescens